# Los Gatos
Los Gatos é uma vila localizada no estado americano da Califórnia, no Condado de Santa Clara. Foi incorporada em 10 de agosto de 1887.

## Geografia
De acordo com o United States Census Bureau, a cidade tem uma área de 28,9 km², onde 28,7 km² estão cobertos por terra e 0,2 km² por água.

### Localidades na vizinhança
O diagrama seguinte representa as localidades num raio de 16 km ao redor de Los Gatos.

## Demografia
Segundo o censo nacional de 2010, a sua população é de 29 413 habitantes e sua densidade populacional é de 1 024,95 hab/km². Possui 13 050 residências, que resulta em uma densidade de 454,75 residências/km².